# Albert Beens
Albert Beens (Genemuiden, 19 november 1918 – 21 augustus 1944) was een Nederlands verzetsstrijder in de Tweede Wereldoorlog.
Beens was gedurende de oorlog actief in Zuidoost-Drenthe. Hij woonde oorspronkelijk in Rotterdam, waar hij werkzaam was bij de politie. Toen hij in mei 1943 de opdracht kreeg om joden te arresteren, weigerde hij. Op de vraag waarom Beens weigerde joden op te halen antwoordde zijn broer: ‘Ik denk dat zijn geloof een belangrijke rol speelde. Albert was erg gelovig. Het ging tegen zijn principes in om mensen die niets gedaan hadden op te pakken. Hij vond dat hij dat zijn medemensen niet aan mocht doen.’ Als gevolg van zijn weigering werd Beens ontslagen en raakte hij betrokken bij het verzet. Later moest hij onderduiken, eerst in Klazienaveen en later in Zwartemeer. Beens was binnen het verzet betrokken bij het vervoer van krijgsgevangenen en geallieerde piloten. Op 21 augustus 1944 werd hij tijdens een controle op persoonsbewijzen gearresteerd en overgebracht naar Emmen, alwaar hij zwaar mishandeld werd. Onderweg naar het huis van bewaring te Assen werd hij geëxecuteerd.
De A. Beensstraat in Emmen is naar Beens vernoemd.